# Həsənli (Masallı)
Həsənli è un comune dell'Azerbaigian situato nel distretto di Masallı. Conta una popolazione di 2 539 abitanti.